# Priapismus
Als Priapismus (latinisierte Form des griechischen πριαπισμός priapismós) oder Dauererektion wird eine schmerzhafte Erektion des Penis bezeichnet, die länger als zwei Stunden anhält und unbehandelt zu erektiler Dysfunktion führen kann. Eine möglichst sofortige Behandlung ist daher zur Vermeidung von Dauerschäden unbedingt erforderlich.
Die weibliche Entsprechung wird Klitorismus genannt (allerdings wird auch die bloße Hypertrophie der Klitoris so benannt).
Der Name ist vom griechischen Gott Priapos hergeleitet, dem Sohn der Aphrodite und des Dionysos, der als Fruchtbarkeitsgott bildlich mit übergroßem, erigiertem Penis dargestellt wurde.
Beim Priapismus sind beide Penisschwellkörper steif, die Eichel und das corpus spongiosum jedoch schlaff. Diese Erektion ist schmerzhaft und mit keinem Lustgefühl verbunden. Wenn der Priapismus nicht behandelt wird, klingt die Erektion erst nach zwei bis drei Wochen spontan ab – in aller Regel sind die Schwellkörper des Penis dann jedoch fibrös umgewandelt, und die Erektionsfähigkeit des Penis ist verloren gegangen.

## Formen
Es werden zwei Formen des Priapismus unterschieden:
Low-Flow-Typ
Er ist für etwa 90 % der Fälle von Priapismus verantwortlich. Bei dieser Form führt der verminderte Abfluss des venösen Blutes aus den Schwellkörpern (lat.: corpora cavernosa) des Penis zur verlängerten Versteifung.
High-Flow-Typ
Hierbei kommt es zu einer vermehrten Zufuhr von arteriellem Blut.
Der Low-Flow-Typ ist wesentlich gefährlicher als der High-Flow-Typ, da es hier zu einer Unterversorgung des glatten Muskelgefüges mit Sauerstoff kommt. Dauert die Unterversorgung zu lange, kommt es zu einem dauerhaften hypoxischen Schaden am Muskelgewebe.

## Ursachen
Eine Ursache lässt sich in mehr als der Hälfte der Fälle nicht angeben, in denen man deshalb von einem idiopathischen oder primären Priapismus spricht. 2008 haben Wissenschaftler der Universität von Texas in Houston durch Zufall herausgefunden, dass bei genetisch veränderten Mäusen, denen ein Enzym zum Abbau von Adenosin fehlte, die Geschlechtsteile dauerhaft erigiert waren. Dies weist darauf hin, dass der Mangel dieses Enzyms die Dauererektion verursacht.
Mögliche Ursachen der sekundären Form sind:
- Bluterkrankungen wie Chronische myeloische Leukämie, Sichelzellenanämie, Plasmozytom, Thalassämie und Polyzythämie, paroxysmale nokturne Hämoglobinurie – hier sind Thrombosen der Schwellkörper bzw. der abfließenden Gefäße die Ursache
- Psychopharmaka und andere Medikamente vor allem bei Überdosierung, insbesondere aber auch Medikamente, die zur Behandlung der erektilen Dysfunktion mittels Injektion in den Schwellkörper verwendet werden
- Alkohol- und Drogenmissbrauch
- Gerinnungsstörungen, zum Beispiel als Komplikation bei der Gabe von Heparin vor allem bei einer Dialyse
- bösartige Tumoren
- Thrombosen
- Schädigungen des Nervensystems bei Verletzungen (auch des Rückenmarks), Multipler Sklerose und Diabetes mellitus sowie Tabes dorsalis
- Stoffwechselerkrankungen wie Diabetes mellitus, Amyloidose, Gicht, Nephrotisches Syndrom
- kurzzeitiger Priapismus (2–24 Stunden) durch die Einnahme von PDE-5-Hemmern wie Sildenafil, Tadalafil oder Vardenafil, die den Abbau von Guanosinmonophosphat (GMP) hemmen, welches wiederum für die Entspannung der Gefäßmuskulatur sorgt
- Biss der Brasilianischen Wanderspinne oder der Echten Witwe[2]
- Methylphenidat soll gemäß einer FDA-Warnung von Dezember 2013 in seltenen Fällen Priapismus als unerwünschte Nebenwirkung verursachen können.[3]

## Therapie
Es handelt sich beim Priapismus um einen Notfall, der entsprechend rasch nach einem Stufenplan behandelt werden muss. Zunächst muss versucht werden, möglichst viel Blut aus den Schwellkörpern abzuziehen. Konservative Therapie stellt körperliche Bewegung bzw. Muskelarbeit dar. Führt das zu keinem Erfolg, werden alpha-adrenerge Substanzen wie zum Beispiel Etilefrin unter fortlaufender Blutdruckkontrolle in die Schwellkörper injiziert. Eine weitere Möglichkeit ist die Spülung des Corpus cavernosum mit einer stark verdünnten Adrenalinlösung. Schließlich kommen auch operative Methoden in Betracht. Eine entsprechende Schmerztherapie muss immer durchgeführt werden.
Der Priapismus sollte am besten in der urologischen Notfallambulanz einer Klinik behandelt werden. Bei fachgerechter Therapie innerhalb von höchstens zwölf (besser vier bis sechs) Stunden kann in bis zu 90 % der Fälle eine dauerhafte Erektionsstörung verhindert werden.

## Spätfolgen
Als Spätfolgen können (besonders infolge zu später Behandlung) Penisdeviation, Erektionsverlust und manchmal sogar Gangrän auftreten.